# 帕特里克·马洛
帕特里克·马洛（法語：Patrick Marleau，1979年9月15日—），加拿大男子冰球运动员，场上位置是前锋。他曾代表加拿大国家队参加2010年和2014年冬季奥林匹克运动会冰球比赛，获得二枚金牌。